# Frontinhan
Frontinhan (en francès Frontignan) és un municipi occità del Llenguadoc, situat al departament de l'Erau i a la regió d'Occitània.

## Cultura

### Indrets i monuments

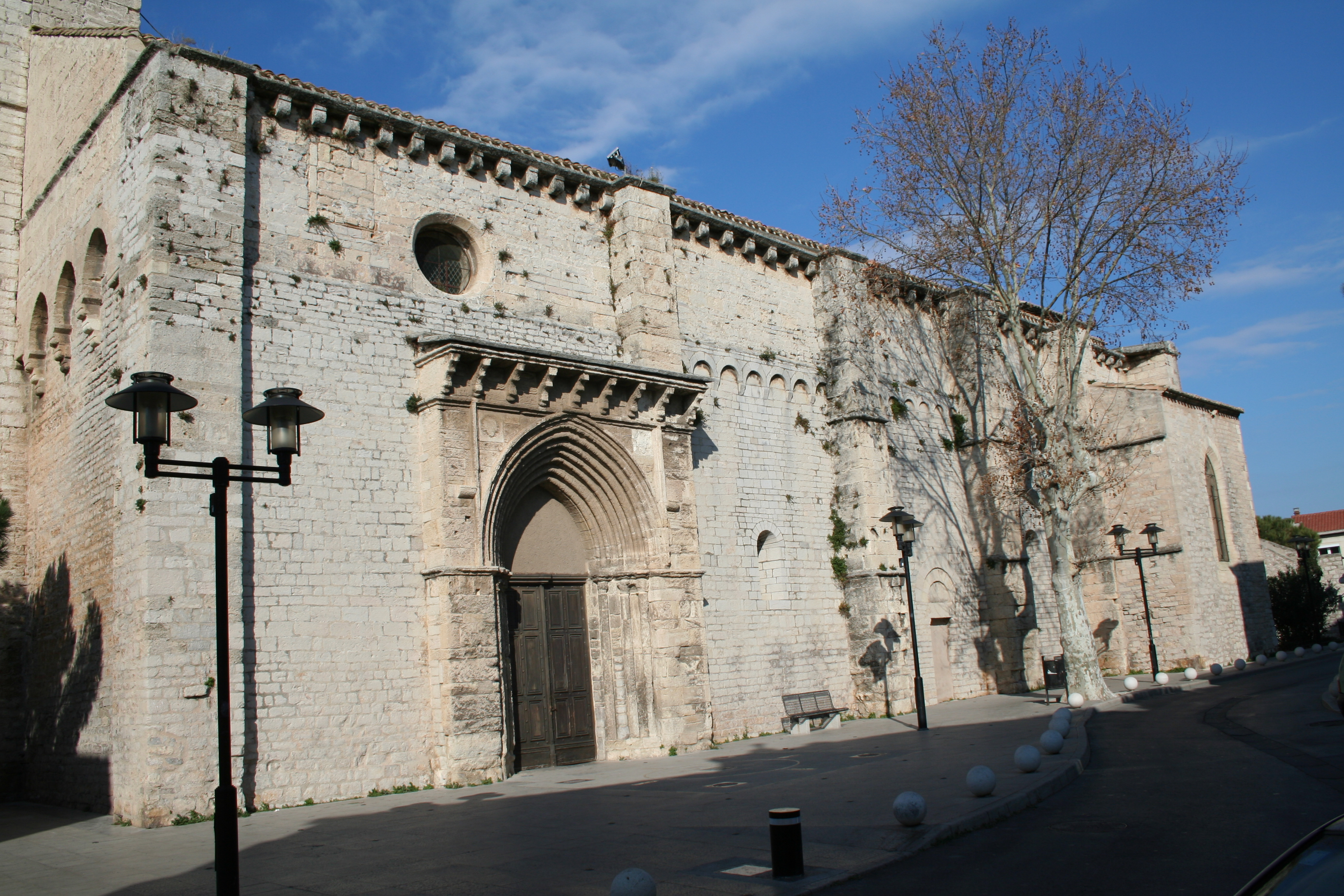
Església Sant Pau - portal i mur de l'església romànica original

- Església de la Conversió de sant Pau (del segle XII).
- Capella dels Penitents (on es troba el museu).
- El monument als Morts, a la plaça Joan Jaurés, que ret homenatge a les víctimes de les dues guerres mundials.
- El pont de la Peirada (del segle XVII) del qual només romanen vestigis.

### Personatges cèlebres
- Nicolau Fizes (1648-1718) professor de matemàtiques i d'hidrologia a Montpeller, escriptor i poeta occità. Va escriure la primera òpera en llengua d'oc: L'Opèra de Frontinhan.
- Pèire Vilar (1906-2003) prestigiós historiador i professor universitari occità.

### Productes cèlebres
A Frontinhan i al poble veí de Vic de la Gardiòla es produeix el vi de moscatell o vi moscat (vi dolç natural) anomenat muscat de Frontinhan o muscat de Frontignan (AOC, és a dir DO). Aquest moscat és prou conegut a la regió i surt a la cançó "Mar e montanha", del grup occità "Moussu T e lei jovents", basat a La Ciutat.
Extracte:
M'agrada l'èr de l'ocean 

E lo muscat de Frontinhan, 

La tarasca de Tarascon, 

E mai l'òme dau cròs Manhon. 

M'agrada lo vin dau Carcin, 

Lei trobadors dau Lemosin, 

La Magalí de Sant Canat 

E lei filhas de La Ciutat.

## Poblacions agermanades
Frontinhan es troba agermanada amb les següents ciutats:
- Pineda de Mar (Catalunya)